# Life Goes On (песня BTS)
«Life Goes On» (с англ. — «Жизнь продолжается») — песня южно-корейской группы BTS, вышедшая 20 ноября 2020 года в качестве лид-сингла студийного альбома Be.
Сингл дебютировал на первом месте в американском хит-параде Billboard Hot 100, став для группы BTS их третьим хитом, попавшим на вершину чарта в США и первым в истории, почти полностью на корейском языке.

## История
После того, как их тур Map of the Soul Tour был отложен из-за пандемии COVID-19, группа приступила к работе над новым альбомом. Лейбл группы 27 сентября 2020 года официально объявил, что новый диск Be «передает послание исцеления миру», заявив в пресс-релизе: «Даже перед лицом этой новой нормальности наша жизнь продолжается». «Life Goes On» был объявлен лид-синглом альбома 30 октября.

## Коммерческий успех
«Life Goes On» дебютировал на первом месте в американском хит-параде Billboard Hot 100, став третьим чарттоппером группы в США и пятым в десятке лучших top-10. Песня «Life Goes On» стала первой в истории почти полностью на корейском языке, возглавивший чарт США. Тираж составил 150 тыс. копий продаж в первую неделю релиза, а также 14,9 млн стримов и 410 тыс. радиоаудиенций. «Life Goes On» также дебютировал на первом месте в цифровом чарте Billboard Digital Song Sales с тиражом 129 тыс. загрузок.
Все три чарттоппера (включая «Dynamite» (№ 1 с 5 сентября) и «Savage Love (Laxed — Siren Beat) (BTS Remix)» (№ 1 с 17 октября) вышли за три месяца и это самый быстрый подобный показатель за последние 42 года. Рекорд в 2 месяца и 3 недели принадлежит группе Bee Gees, чьи три сингла с саундтрека Saturday Night Fever лидировали в 1970-х годах: «How Deep Is Your Love» (3 недели на № 1, начиная с 24 декабря 1977); «Stayin' Alive» (4 недели, с 4 февраля 1978); «Night Fever» (8 недель, с 18 марта 1978).

## Музыкальное видео
17 ноября лейбл группы выпустил 26-секундный трейлер их песни. Днем позже был выпущен второй короткий трейлер, длиной 22 секунды. Музыкальное видео было выпущено 19 ноября вместе с альбомом. Режиссёром клипа стал участник BTS Чон Чонгук.
На видео участники бездельничают в своем общежитии, гуляют, смотрят фильмы и исполняют песню на пустом стадионе. Видео стало пятым по популярности в списке рекордсменов YouTube за первые 24 часа, собрав 71,6 млн просмотров за это время.

## Концертные исполнения
22 ноября 2020 года группа впервые исполнила эту песню вместе с «Dynamite» на церемонии награждения American Music Awards of 2020. Спустя день они выступили с ней в программе Good Morning America, а 24 ноября — на шоу The Late Late Show with James Corden.

## Чарты
| Чарт (2020)                                | Высшая позиция |
| ------------------------------------------ | -------------- |
| Аргентина (Argentina Hot 100)              | 59             |
| Австралия (ARIA)                           | 27             |
| Бельгия/Фландрия (Ultratip Bubbling Under) | 37             |
| Канада (Billboard Canadian Hot 100)        | 8              |
| Чехия (Singles Digitál Top 100)            | 49             |
| Германия (GfK)                             | 37             |
| Ирландия (IRMA)                            | 19             |
| Япония (Japan Hot 100)                     | 22             |
| Нидерланды (Single Top 100)                | 71             |
| Новая Зеландия (Recorded Music NZ)         | 33             |
| Шотландия (OCC Scotland)                   | 1              |
| Словакия (Singles Digitál Top 100)         | 30             |
| Республика Корея (Gaon)                    | 8              |
| Швеция (Sverigetopplistan)                 | 87             |
| Швейцария (Schweizer Hitparade)            | 23             |
| Великобритания (OCC UK Singles)            | 10             |
| США (Billboard Hot 100)                    | 1              |